# Robert Jaffe
Robert L. Jaffe (23 de maig 1946, Bath, Maine) és un físic teòric americà especialitzat en la teoria de la interacció forta. Ocupa la càtedra de Físiques "Jane & Otto Morningstar" a l'Institut de Tecnologia de Massachusetts (MIT). Fou director del Centre de MIT de Física Teòrica.
Jaffe es va llicenciar en físiques, summa cum laude, a la Universitat de Princeton el 1968. Va rebre els graus de màster i doctor a la Universitat Stanford el 1971 i 1972, respectivament. El 1972, Jaffe va començar la seva recerca postdoctoral al Centre de Física Teòrica de l'MIT; esdevenint membre de la seva facultat el 1974, i Fellow de l'Alfred P. Sloan Foundation Research (1975-79). Jaffe ha passat anys sabàtics al laboratori de l'Stanford Linear Accelerator Center (SLAC) (1976), Universitat d'Oxford, CERN (1978–79), Universitat de Boston (1986–87), i a la Universitat Harvard (1996–97). Ha servit en comitès de diversos laboratoris com l'SLAC i Brookhaven National Laboratory. Fou president del consell del departament de física de Princeton deu anys. Des del 1996, Jaffe ha estat visitant científic al laboratori RIKEN-Brookhaven. Del 1998 al 2005, Jaffe fou Director del Centre de Física Teòrica a l'MIT.
És Fellow de la Societat Física americana i de l'AAAS. Ha rebut diversos premis per les seves activitats acadèmiques de llicenciatura (1983), postgrau (1988) al departament de física (Premi Buechner, 1997, Margaret MacVicar Faculty Fellow el 1998) a l'MIT. El 2001 fou nomenat Professor "Otto and Jane Morningstar" a l'Escola de Ciències de l'MIT.